# Ковильне (Джанкойський район)
Кови́льне (до 1948 року — Той-Тьобє́, крим. Toy Töbe) — село Джанкойського району Автономної Республіки Крим. Населення становить 595 осіб. Орган місцевого самоврядування — Луганська сільська рада. Розташоване в центрі району.

## Географія
Ковильне — село в центрі району в степовому Криму, висота над рівнем моря — 17 м. Сусідні села: Ударне за 0,5 км на південь і Луганське за 3 км на захід. Відстань до райцентру — близько 16 кілометрів, найближча залізнична станція — Богемка (на лінії Джанкой-Армянськ) за 1 км.

## Історія
Перша документальна згадка села зустрічається в Камеральному Описі Криму … 1784 року, судячи з якого, в останній період Кримського ханства Тойтепе входило до Орта Чонгарського кадилику Карасубазарського каймакамства.
Після приєднання Криму до Російської імперії (8) 19 квітня 1783 , (8) 19 лютого 1784, на території колишнього Кримського Ханства була утворена Таврійська область і село було приписане до Перекопського повіту . Після Павловських реформ, з 1796 по 1802 рік, входила в Перекопський повіт Новоросійської губернії. За новим адміністративним поділом, після створення 8 (20) жовтня 1802 Таврійської губернії , Той-Тьобе був включений до складу Джанайської волості Перекопського повіту.
За Відомості про всіх селища в Перекопському повіті… від 21 жовтня 1805 року , у селі Тойтебе числилося 14 дворів, 73 кримських татарина, 27 циган і 1 ясир. На військово-топографічної карті 1817 село Туйтобе позначене з 15 дворами. Після реформи волосного поділу 1829 року Той-Тьобе залишився у складі Джанайської волості . Потім, мабуть, внаслідок еміграції кримських татар в Туреччину, село спорожніло і на карті 1842 року село записана як Аджень Тойтьобе і позначене умовним знаком «мале село», тобто, менше 5 дворів (населення скоротилося внаслідок еміграції кримських татар в Туреччину).
У 1860-х роках, після земської реформи Олександра II, село приписали до Ішуньської волості. Згідно «Пам'ятної книги Таврійської губернії за 1867 рік» , село було покинуте жителями в 1860—1864 роках, внаслідок еміграції кримських татар, особливо масової після Кримської війни 1853—1856 років, в Туреччину і  залишалося в руїнах.
Але вже на триверстовій  мапі 1865—1876 року в селі Аджень Тойтьобе позначено 2 двори. У  «Пам'ятній книзі Таврійської губернії 1889 року» за результатами Х ревізії 1887 року записаний Тай-тебе з 12 дворами і 68 жителями.
Після земської реформи 1890 року Той-Тьобе віднесли до Богемської волості. У  «…Пам'ятній книзі Таврійської губернії за 1892 рік»  у відомостях про Богемську волость ніяких даних про село, крім назви, не наведено. За «… Пам'ятною книгою Таврійської губернії нза 1900 рік»  на хуторі Той-Тьобе числилося 19 жителів у 2 дворах. У Статистичному довіднику Таврійської губернії 1915 року, у Богемській волості Перекопського повіту значаться 2 хутора Той-Тьобе .
Після встановлення в Криму Радянської влади, за постановою Кримревкома від 8 січня 1921 № 206 «Про зміну адміністративних кордонів» була скасована волосна система і в складі Джанкойського повіту був створений Джанкойський район. У 1922 році повіти перетворили в округи. 11 жовтня 1923 року, згідно з постановою ВЦВК, до адміністративний поділ Кримської АРСР були внесені зміни, у результаті яких округи були ліквідовані, основний адміністративною одиницею став Джанкойський район і село включили до його складу. Згідно Списку населених пунктів Кримської АРСРза Всесоюзним переписом від 17 грудня 1926 року, Той-Тьобе входив до складу скасованої до 1940 року Джадрія-Борлакської сільради Джанкойського району .
Указом Президії Верховної Ради РРФСР від 18 травня 1948 року, Той-Тьобе перейменували в Ковильне.

## Уродженці
- Микола Барбер — український військовий, загинув 18 березня 2022 року внаслідок російського ракетного удару по військових казармах у місті Миколаєві.[27]